# Východ je rudý (muzikál)
Východ je rudý (čínsky 东方红; pinyin: Dōngfāng Hóng; český přepis: Tung-fang chung) je název velkolepého čínského muzikálu z období kulturní revoluce. Jedná se o propagandistické hudební dílo oslavující komunismus a maoismus. Jméno díla je odvozeno od stejnojmenné titulní písně – Východ je rudý.
Muzikál byl napsán na začátku 60. let, známá je také filmová verze vydaná roku 1965, která reprodukuje představení se 3 000 účinkujícími z roku 1964, uspořádané k 15. výročí vzniku Čínské lidové republiky.
Dílo muzikálovou formou podává příběh komunistického revolučního boje v první polovině 20. století a obsahuje několik známých revolučních písní té doby – např. Pohoří Ťing-kang, Bez komunistické strany by nebylo nové Číny a Na řece Sung-chua.
Mnohé z těchto písní, jakož i celý muzikál, upadly po skončení kulturní revoluce, vzhledem ke spojitosti s ní, v nemilost.